# 1992年瓜達拉哈拉大爆炸
1992年瓜達拉哈拉大爆炸（西班牙語：Explosiones de Guadalajara de 1992），是指在1992年4月22日，在墨西哥瓜達拉哈拉市，的一系列可燃氣體大爆炸。在4小時之內，市中心安那可地區的下水道發生多起汽油爆炸，摧毀了8公里的街道路面。依據勞合社的統計，死亡252人，傷者超過500人，無家可歸者更高達15,000人，估計財務損失為3億至10億美元。

## 調查結果
墨西哥國營煉油廠的汽油，因管路腐蝕導致燃油往下水道洩漏，高溫天氣或是下水道修理人員敲擊水溝蓋發出的火花引燃燃油，隨後的爆炸使得該市的多個路段被炸飛。事件後來被輯錄成國家地理頻道節目重返危機現場的其中一個單元，名為「瓜達拉哈拉地獄」。

## 外部連結
- 《重返危機現場》官方網站
- 互联网电影数据库（IMDb）上《重返危機現場》的资料（英文）